# Escut dels Països Baixos
L'escut dels Països Baixos són les armories de la dinastia regnant d'Orange-Nassau, encapçalada actualment pel rei Guillem Alexandre. El Govern neerlandès en fa servir una versió simplificada, sense el mantell i el pavelló, i de vegades encara una de més abreujada, consistent només en l'escut central coronat.
L'escut reial data de 1815, quan es va fundar el Regne dels Països Baixos. Els components de l'escut d'armes actual foren regulats per la reina Guillemina en un Reial Decret el 10 de juliol de 1907, en què els lleons que suporten l'escut van perdre la corona que duien al cap i van passar a mirar de perfil en comptes de fer-ho de cara com abans, i foren ratificats per la reina Juliana el 23 d'abril de 1980.

## Blasonament
D'atzur, sembrat de bitllets d'or i carregat d'un lleó coronat d'or, armat i lampassat de gules (símbol de la Casa de Nassau), que sosté amb la pota de la destra una espasa d'argent guarnida d'or, i amb la de la sinistra un feix de set sagetes d'argent amb la punta d'or cap amunt, elements provinents de l'emblema de les set províncies de la Unió d'Utrecht. Va timbrat amb la corona reial i és acompanyat a banda i banda per dos lleons afrontats d'or, armats i lampassats de gules, que es drecen sobre una cinta d'atzur amb el lema JE MAINTIENDRAI ('Mantindré', en francès antic) en lletres d'or, lema dels prínceps d'Orange.
L'escut està col·locat damunt un mantell de gules folrat d'ermini que penja d'un pavelló de gules timbrat amb la corona reial.
En el Reial Decret s'especifica que els successors masculins de la dinastia poden substituir la corona de l'escut d'armes pel casc amb la cimera de Nassau.